# Martin Plantsch
Martin Plantsch (auch Blantsch; * um 1460 wahrscheinlich in Dornstetten; † am 18. Juli 1533 in Tübingen) war ein deutscher römisch-katholischer Theologe, Hochschullehrer und Pfarrer an der Tübinger Stiftskirche.

## Leben und Wirken
Plantsch wuchs in Dornstetten im Schwarzwald auf und war wahrscheinlich ein Sohn des dort ansässigen Scherers und Baders Hans Blantsch. Möglicherweise besaß dieser eine örtliche Badstube. Am 14. September 1477 war der Tag seiner Immatrikulation an der Universität Heidelberg. Nach einem Semester wechselte er seinen Studienort und ging an die Universität Tübingen. Im Mai 1478 erwarb Plantsch dort den akademischen Abschluss eines Baccalaureus und im März 1483 wurde er zum Magister artium und 1494 zum Magister Theologiae promoviert.
Plantsch vertrat die nominalistische Via moderna. Er wurde zum Mitglied des Rats der Artistenfakultät und Examinator berufen. Nach umfangreicher Lehrtätigkeit wurde er zusammen mit seinem Freund Wendelin Steinbach, einem Schüler und späteren Herausgeber von Gabriel Biel, im April 1494 zum Doctor theologiae promoviert. Das Dekanat der Artistenfakultät verwaltete er im Wintersemester 1488/89, und im Wintersemester 1489/90 versah er als Nachfolger Biels und Vorgänger Steinbachs selbst das Amt des dortigen Rektors.
Seit 1484 war er Pfarrer, zunächst in Gültlingen, dann in Dußlingen, eine Funktion, die er von 1484 bis 1488 ausfüllte. Am 7. Oktober 1491 wurde er in das Amt des Stadtpfarrers an der Stiftskirche zum heiligen Georg eingeführt, das er bis 1527 als Pfarrer und Prediger innehatte.
Am 29. Januar 1523 nahm er am Ersten Religionsgespräch zu Zürich mit Zwingli teil, bewies dabei jedoch nach dem Urteil seiner Gegner wenig Geschick; auf seiner Rückreise wurde sein Versuch einer katholischen Predigt am Domkapitel Konstanz von dem reformierten Prädikanten Johannes Wanner verhindert. Seine Begleiter waren u. a. der Generalvikar Johann Fabri und der bischöfliche Hofmeister Fritz Jakob von Anweil.
Plantsch starb einem Bericht des Tübinger Polyhistors Martin Crusius (1526–1607) zufolge am 18. Juli 1533, noch bevor durch die Rückkehr Herzog Ulrichs in Württemberg die Reformation eingeführt wurde. In seinem einzigen gedruckten Werk, dem Tractatus de sagis maleficis vertritt er eine konsequente nominalistische Haltung. Selbst das Wirken der Hexen wird als von Gott toleriert und damit nicht bekämpfbar bzw. verfolgbar bezeichnet.
Im Jahr 1509 stiftete Plantsch zusammen mit Georg Hartsesser, einem Stuttgarter Stiftsherrn, das Collegium Sanctorum Georgii et Martini, das unbemittelten Studenten freie Kost und Logis gewährte. Dieses Stipendium Martinianum war die bedeutendste unter den Tübinger Stipendienstiftungen. Martin Plantsch richtete das Studentenwohnheim in den Gebäuden Lange Gasse 6 und 8 ein. Da Hartsesser 1518 starb, führte Plantsch den Aufbau fort, aber erst 1512 wurde die Stiftung vom württembergischen Herzog Ulrich anerkannt. Seinem geschickten Wirtschaften und den politischen Maßnahmen ist zu verdanken, dass sich die Stiftung konsolidierte.

## Werk
- Opusculum de sagis maleficis Martini Plantsch concionatoris Tubingensis. Heilbronn (1507)